# Gol Chīnī
Gol Chīnī (persiska: گل چينی) är en ort i Iran.   Den ligger i provinsen Mazandaran, i den norra delen av landet, 170 km nordost om huvudstaden Teheran. Gol Chīnī ligger 52 meter över havet och antalet invånare är 689.
Terrängen runt Gol Chīnī är platt åt nordväst, men åt sydost är den kuperad. Runt Gol Chīnī är det ganska tätbefolkat, med 111 invånare per kvadratkilometer. Närmaste större samhälle är Sari, 2,6 km norr om Gol Chīnī. I omgivningarna runt Gol Chīnī växer huvudsakligen savannskog.